# Cima San Cassiano
La Cima San Cassiano (2.581 m s.l.m. - Kassianspitze in tedesco) è una montagna delle Alpi Sarentine nelle Alpi Retiche orientali. Si trova nella provincia di Bolzano.
Sotto la vetta della montagna si trova il Rifugio Santa Croce di Lazfons (2.302 m) dove è presente anche un luogo di pellegrinaggio.